# Таврия (Токмакский район)
Та́врия (укр. Таврія) — село,
Таврийский сельский совет,
Токмакский район,
Запорожская область,
Украина.
Код КОАТУУ — 2325284401. Население по переписи 2001 года составляло 336 человек.
Является административным центром Таврийского сельского совета, в который, кроме того, входят сёла 
Зелёный Гай,
Новогоровка,
Переможное и
Степовое,
Черноземное.

## Географическое положение
Село Таврия находится в 2-х км от села Новогоровка и в 2,5 км от села Переможное.
Рядом проходит автомобильная дорога Р-37.

## История
- 1952 год — дата основания строителями Южно-Украинского канала.

## Экономика
- «Таврия», сельхозпредприятие.

## Объекты социальной сферы
- Фельдшерско-акушерский пункт.
- Стадион.
- Школа.

## Достопримечательности
- Братская могила 224 советских воинов.